# Landesjagdverband Schleswig-Holstein
Der Landesjagdverband Schleswig-Holstein e.V. ist eine Vereinigung der Jäger (Landesjägerschaft) und weiterer naturinteressierter Menschen Schleswig-Holsteins. Er ist ein eingetragener, gemeinnütziger und nach dem Bundesnaturschutzgesetz (BNatSchG) staatlich anerkannter Naturschutzverein. Der Landesjagdverband Schleswig-Holstein e.V. ist Mitglied im Deutschen Jagdverband.

## Struktur
Im Landesjagdverband Schleswig-Holstein e.V. (LJV-SH) sind von den 22.890 Jagdscheininhabern, die einen Jagdschein in Schleswig-Holstein gelöst haben (auch sog. Ausländerjagdscheine werden mitgezählt), 18.339 organisiert (Stand Februar 2025). Dieser Organisationsgrad von ca. 81 % liegt über dem bundesweiten Durchschnitt von rund 69 %. Der Verein gliedert sich in 20 Kreisjägerschaften und diese in Hegeringe (Zusammenschluss mehrerer Gemeinden). Sitz der Geschäftsstelle ist Flintbek bei Kiel.

## Aufgaben und Ziele
Die Aufgaben des Landesjagdverbandes Schleswig-Holstein e.V. sind vielfältig. Der LJV-SH vertritt die Interessen der Jäger des Landes Schleswig-Holstein und der waidgerechten Jagd nach außen. Durch Stellungnahmen, Anregungen und Mitteilungen setzt sich der LJV-SH für die Belange seiner Mitglieder ein und versucht diese auf verschiedenen Ebenen umzusetzen. Weiterhin organisiert der LJV-SH Fortbildungen für Jäger sowie naturinteressierte Menschen. Hierzu zählen beispielsweise Seminare, Vorträge und Infoveranstaltungen zu Themen wie Reviergestaltung, Wildbrethygiene, Fragen zum jagdlichen Handwerk, aber auch zu jagdpolitischen oder rechtliche Fragen. Weiterhin fördert der LJV-SH jagdliches Brauchtum wie z. B. das jagdliche Blasen auf Pless- und Parforcehörnern, das Jagdhundewesen sowie das Schießwesen.
Aufgaben des Landesjagdverbandes Schleswig-Holstein e.V. liegen außerdem in der nachhaltigen Sicherung des Naturhaushaltes, der Nutzungsfähigkeit der Naturgüter, der Tier- und Pflanzenwelt, der Vielfalt, Eigenart und Schönheit von Natur und Landschaft im Sinnes des Bundesnaturschutzgesetzes. Dies soll durch die Förderung der gesamten freilebenden Tier- und Pflanzenwelt und insbesondere durch Unterstützung durch Biotop- und Artenschutzprojekten erreicht werden. Die Förderung der Bestrebungen des Natur-, Umwelt- und Landschaftsschutzes unter Wahrung der berechtigten Belange der Land-, Forst- und Fischereiwirtschaft, insbesondere des Ankaufs von Flächen im Rahmen der Initiative PRONATUR ist in diesem Zusammenhang ebenso von großer Bedeutung. Aber auch die Förderung des Tierschutzes im Rahmen der allgemein anerkannten Grundsätze der deutschen Waidgerechtigkeit, insbesondere der Rettung von Wild in den Bereichen Verkehr und Landwirtschaft nimmt eine Rolle ein.
Unter anderem nimmt die Öffentlichkeitsarbeit ebenfalls einen Stellenwert ein. Der LJV-SH ist Ansprechpartner für Medien (Printmedien, Radio und Fernsehen) und liefert Informationsmaterial. Auf Messen und Ausstellungen informiert der LJV-SH über die genannten Themen im Einzelnen und bietet Veranstaltungen für Jugendgruppen, Schulklassen und die Erwachsenenbildung an.
Der Landesjagdverband betreut und unterstützt Naturschutzgebiete und Naturschutzprojekte wie z. B. Projekte für die die Wiesenweihe, den Seehund und den Fischotter.
Das Wildtierkataster informiert über Vorkommen und Dichte der einzelnen Wildarten und wird in Zusammenarbeit mit der Christian-Albrechts-Universität zu Kiel durchgeführt.
Das Hegelehrrevier in Grönwohld dient zur Anwendung der Hege nach aktuellen Erkenntnissen und bietet die Möglichkeit, neue Ansätze und Versuche in der Praxis zu erproben. Darüber hinaus dient es der Umwelt- und Fortbildung für Besucher.
Des Weiteren bieten die Kreisjägerschaften des Landesjagdverbandes Vorbereitungskurse zum Erlangen des ersten Jahresjagdscheins an. Durch gemeinsame Richtlinien wird die Jungjägerausbildung einheitlich durchgeführt.
Das Mitteilungsblatt Jäger in Schleswig-Holstein erscheint 10-mal pro Jahr und ist seit den 1960er Jahren das offizielle Mitteilungsblatt des Landesjagdverbandes Schleswig-Holstein e.V. Außer im Januar und August wird die Verbandszeitschrift immer Mitte des Monats kostenlos an alle Mitglieder des LJV-SH verschickt.